# Касим ибн Хасан
Аль-Ка́сим ибн аль-Хаса́н (араб. القاسم بن الحسن‎; 667, Медина — 10 октября 680, Кербела) — шиитский праведник (шахид).
Один из юных мучеников, которые по приказанию Омейядов были перебиты вместе с Хусейном. Память Касима проводится как траур шиитами в дни страстей Алидов («ашура»), то есть в начале месяца Мухаррам. Во время «ашура» даются мистерии (та’зия); одна из наиболее трогательных называется «Свадьба Касима» (Касим обручился за несколько часов до своей мученической кончины).